# Halictus tripartitus
Halictus tripartitus là một loài Hymenoptera trong họ Halictidae. Loài này được Cockerell mô tả khoa học năm 1895.